# Tunel w Górze Smoleń
Tunel w Górze Smoleń, Schronisko w Górze Smoleń II  – schronisko pomiędzy wsiami Smoleń i Złożeniec w województwie śląskim, w powiecie zawierciańskim, w gminie Pilica. Pod względem geograficznym jest to obszar Wyżyny Ryczowskiej, będącej częścią Wyżyny Częstochowskiej w obrębie Wyżyny Krakowsko-Częstochowskiej.

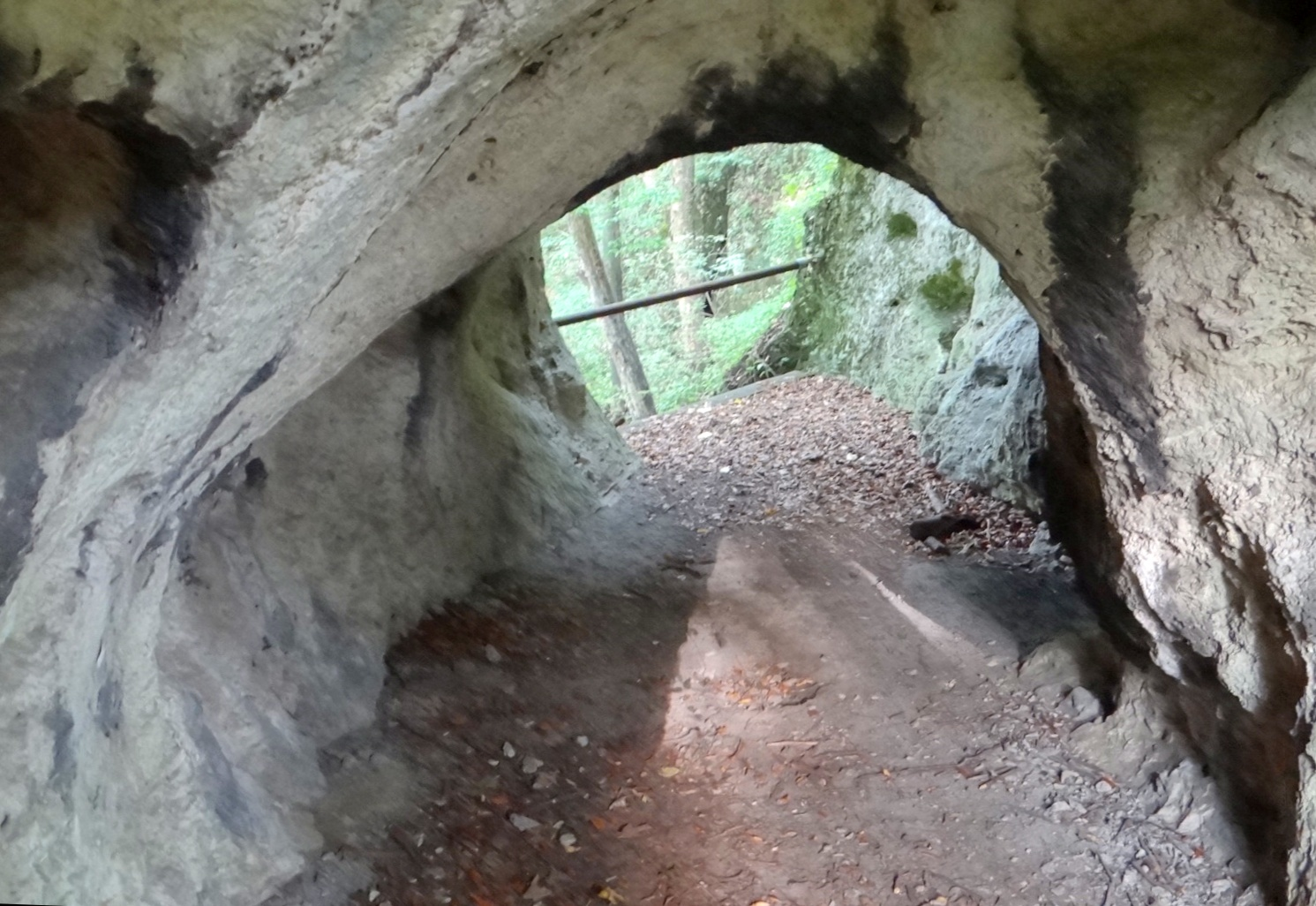

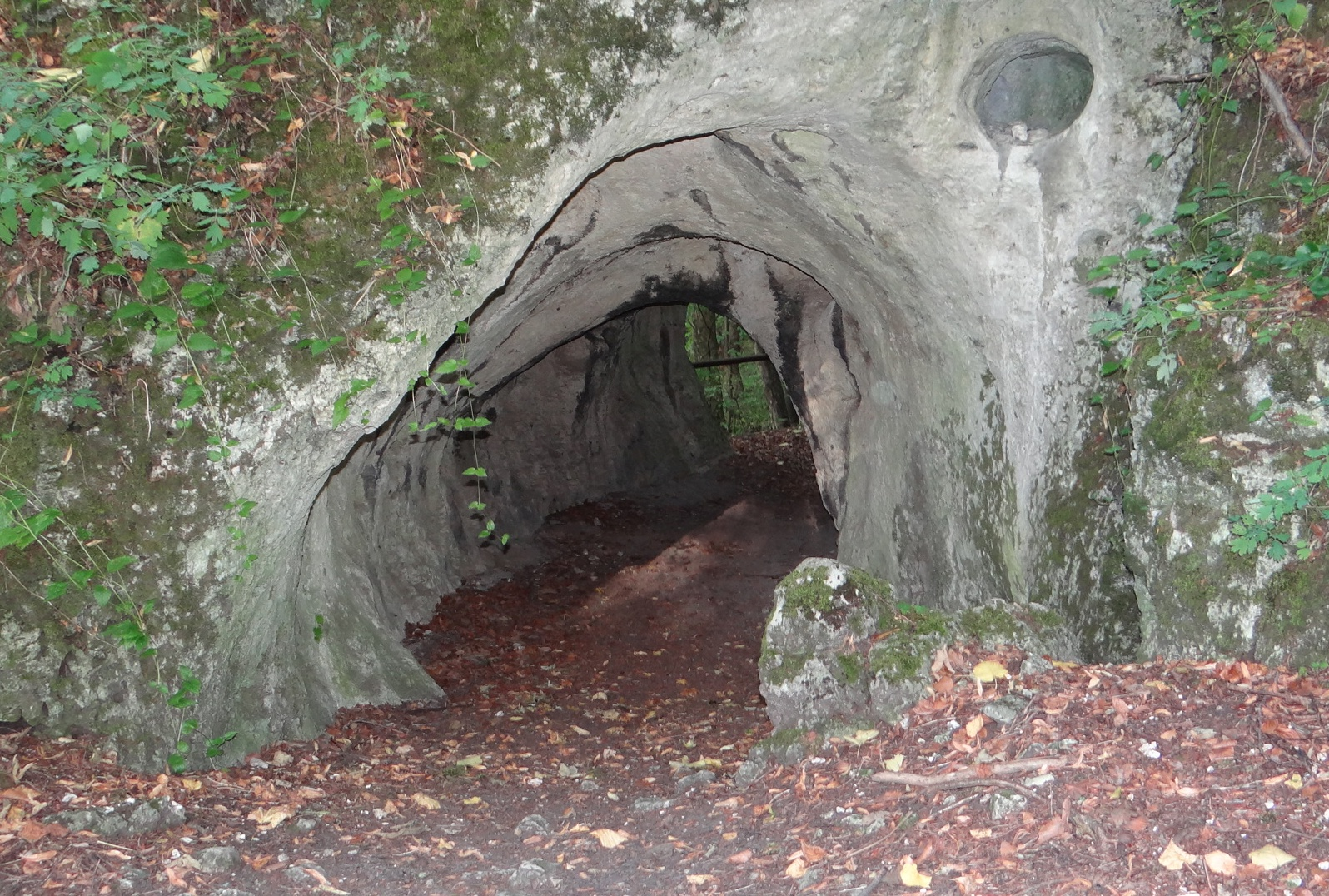

## Opis obiektu
Znajduje się w lesie w tzw. Parku Jurajskim po lewej stronie drogi ze Smolenia do Złożeńca, w odległości około 150 m od tej drogi. Jest to naturalnego pochodzenia, obszerny tunel o długości 10,3 m, przebijający skałę w kierunku równoleżnikowym. Od zachodu jest łatwo dostępny, otwór wschodni wychodzi na skalne wypłaszczenie opadające pionową ścianką. Zamontowano w nim barierkę zabezpieczająca przed przypadkowym upadkiem.
Schronisko powstało w wapieniach z jury późnej. Kiedyś pod dużym ciśnieniem przepływały nim duże ilości wody. Dowodem na to są liczne, małe i duże kotły wirowe na ścianach i na stropi schroniska. W skale powyżej tunelu znajduje się jeszcze drugie, schronisko przebiegające w tym samym kierunku. Ma formę rury skalnej, ale o dużo mniejszej średnicy. Jest to Rura nad Tunelem.
We wnętrzu Tunelu w Górze Smoleń jest sucho. Duże otwory na obydwu końcach powodują, że jest on przewiewny i całkowicie poddany wpływom środowiska zewnętrznego. Jest w całości widny, ale oprócz glonów nie rosną w nim inne rośliny. Nie obserwowano również zwierząt. Namulisko ubogie, piaszczysto-kamieniste.

## Historia badań i dokumentacji
Schronisko znane jest o dawna i często odwiedzane – świadczą o tym m.in. popioły z palonych w nim ognisk. Po raz pierwszy opisał go Kazimierz Kowalski w 1951 roku jako Schronisko w Górze Smoleń II. Taką nazwę ma również w dokumentacji dla Zarządu Zespołu Jurajskich Parków Krajobrazowych woj. katowickiego oraz w dokumentacji z roku 2000 wykonanej na zlecenie Ministerstwa Środowiska. W tej ostatniej znajduje się także jego opis i plan.
W 2012 roku w schronisku prowadzono badania archeologiczne. Przebadano sondażowo fragment namuliska o wymiarach 2,5 × 1 m i maksymalnej miąższości 60 cm. Stwierdzono, że namulisko zbudowane jest z siedmiu różnych warstw. W warstwie pochodzącej z holocenu znaleziono trzy fragmenty naczyń ceramicznych z okresu późnego średniowiecza lub współczesnych. W warstwie pochodzącej prawdopodobnie z epoki brązu lub neolitu znalezionono nieliczne i mało charakterystyczne narzędzia krzemienne. Zidentyfikowano także 50 szczątków dużych ssaków, ponadto znaleziono 465 niezidentyfikowanych szczątków drobnych ssaków.